# 交控科技
交控科技股份有限公司（上交所：688015，简称：交控科技），是一家位于中华人民共和国北京市的公司，成立于2009年，主要经营轨道交通信号系统的研发、销售等，第一大股东为北京市基础设施投资有限公司。
2019年6月13日，交控科技提交科创板上市申请。6月17日，上交所通过其上市申请。但其保荐券商中金公司，因擅自篡改该公司注册文件数据而收到中国证监会警示函，责令整改，此处罚被认为是科创板首罚。